# Кисслинг, Хорхе
Хорхе Кисслинг (исп. Jorge Kissling; 10 марта 1940 — 28 апреля 1968) — аргентинский автогонщик и мотогонщик, участник чемпионата мира по шоссейно-кольцевым мотогонкам серии MotoGP. Погиб во время автомобильных соревнований в Буэнос-Айресе.

## Биография
Уроженец Буэнос-Айреса, Хорхе Кисслинг, был успешным мотогонщиком, известным своими выступлениями в Аргентине, Европе и в США. Он выиграл свой дебютный Гран-При Аргентины в классе 500сс. В середине 1960-х он переключился на автомобильные гонки. Хорхе Кисслинг и его брат Рауль были восходящими звездами аргентинского автоспорта. Они стали фаворитами в Формуле-4 (также известной как Mini-Juniors — новой категории для малых одноместных автомобилей, которая была создана в 1965 году), выиграв ряд гонок. Хорхе Кисслинг выиграл чемпионат Формулы-4 в 1966 году, после чего перешел в соревнования дорожных гонок. Он участвовал также в чемпионате Аргентины 1967 года Формулы-3, управляя устаревшим автомобилем BWA.
Хорхе Кисслинг дебютировал в серии Turismo Carretera только в 1968 году, на пятом этапе, который оказался роковым. Он заменил Бенедикто Калдареллу, который покинул команду Хорхе Купейро за несколько недель до гонки. Его штурман Энрике Дюплан, более известный как «Кике», впервые выступал вместе с Кисслингом. В начале сезона он хотел работать в команде на должности механика, но по настоянию Хорхе согласился ехать вместе с ним.
Хорхе Кисслинг погиб во время этого этапа серии автогонок Turismo Carretera, которая проходила в воскресенье, 28 апреля 1968 года, и была омрачена большим количеством аварий, в результате которых погибло восемь человек: пять гонщиков и трое зрителей, ещё двадцать шесть были травмированы. Соревнования проходили по дорогам общего пользования в два круга. Почти 95 из 343 км пути проходили по гравийным дорогам, остальные — на асфальте. Директором гонки выступал Хуан Мануэль Фанхио.
Авария, в которой погиб Хорхе, произошла на гравийной дороге в районе села Тамангуеву (исп. Tamangueyú). Кисслинг и его штурман Энрике «Кике» Дюплан, управляя светло-синей IKA Torino 380W под номером 102, разбились. Автомобиль перевернулся и загорелся, оба мужчины погибли практически мгновенно. Ходили слухи, что это было вызвано сломанной рулевой колонкой.